# Liviu Ciobotariu
Liviu Ciobotariu, né le 26 mars 1971 à Ghimpați, est un footballeur international roumain, aujourd'hui reconverti en entraîneur.

## Biographie

### Carrière d'entraîneur
Le 4 juin 2019, il est nommé sélectionneur de l'équipe du Liban.

### Vie personnelle
Liviu Ciobotariu est le père de Denis Ciobotariu.

## Palmarès

### Comme joueur
- 32 sélections et 3 buts avec l'équipe de Roumanie entre 1997 et 2001.
- Champion de Roumanie en 2000 avec le Dinamo Bucarest
- Vice-champion de Roumanie en 1996 et 1997 avec le Național Bucarest
- Finaliste de la Coupe de Roumanie en 1997 avec le Național Bucarest
- Finaliste de la Coupe de Belgique en 2000 avec le Standard de Liège

### Comme entraîneur
- Vice-champion de Roumanie en 2015 avec l'ASA Târgu Mureș
- Finaliste de la Coupe de Roumanie en 2022 avec FC Voluntari
- Vainqueur de la Supercoupe de Roumanie en 2023 avec Sepsi Sfântu Gheorghe